# Venda (bantustan)
Il Venda fu un bantustan istituito dal governo sudafricano durante l'epoca dell'apartheid come riserva per l'etnia venda.
Il 13 settembre 1979 fu dichiarato indipendente dal Sudafrica; come per gli altri bantustan, la sua indipendenza non fu riconosciuta dalla comunità internazionale. La prima capitale fu Sibasa; successivamente fu spostata a Thohoyandou.

## Fine dell'indipendenza
Con la fine dell'apartheid il Venda fu aggregato alla provincia sudafricana del Limpopo.

## Musangwe
Musangwe è una tradizione originaria di Venda, di combattimento a mani nude ancora praticata. Musangwe è uno sport che è stato sviluppato non solo per l'intrattenimento ma anche per guadagnare rispetto tra i tuoi coetanei. Vhavenda non ha mai permesso la violenza e il combattimento, ma con questo sport potresti sfidare una persona che ritieni irrispettosa nei tuoi confronti, e la regola è che se sei sfidato a combattere devi combattere o ci saranno conseguenze come una multa o addirittura essere picchiato dagli anziani. I vincitori di questo sport venivano spesso ricompensati con ciò che Khosi (capo) o Vhamusanda (capo) ritenevano giusto.  I combattimenti non hanno un limite di tempo prestabilito e terminano solo quando un combattente ammette la sconfitta. Nessuno staff medico è in attesa di aiutare i feriti nella raffica di colpi che i pugili si scambiano, solo gli anziani del villaggio guardano per proteggersi da indiscrezioni come morsi o calci. È importante sottolineare che il gioco d'azzardo sull'esito dei combattimenti è vietato e ai vincitori non viene tolto altro che un senso di orgoglio nel rappresentare il proprio villaggio o la propria famiglia.